# مركز هايدلبرج للعلاج بشعاع أيونات
أو بالألمانية

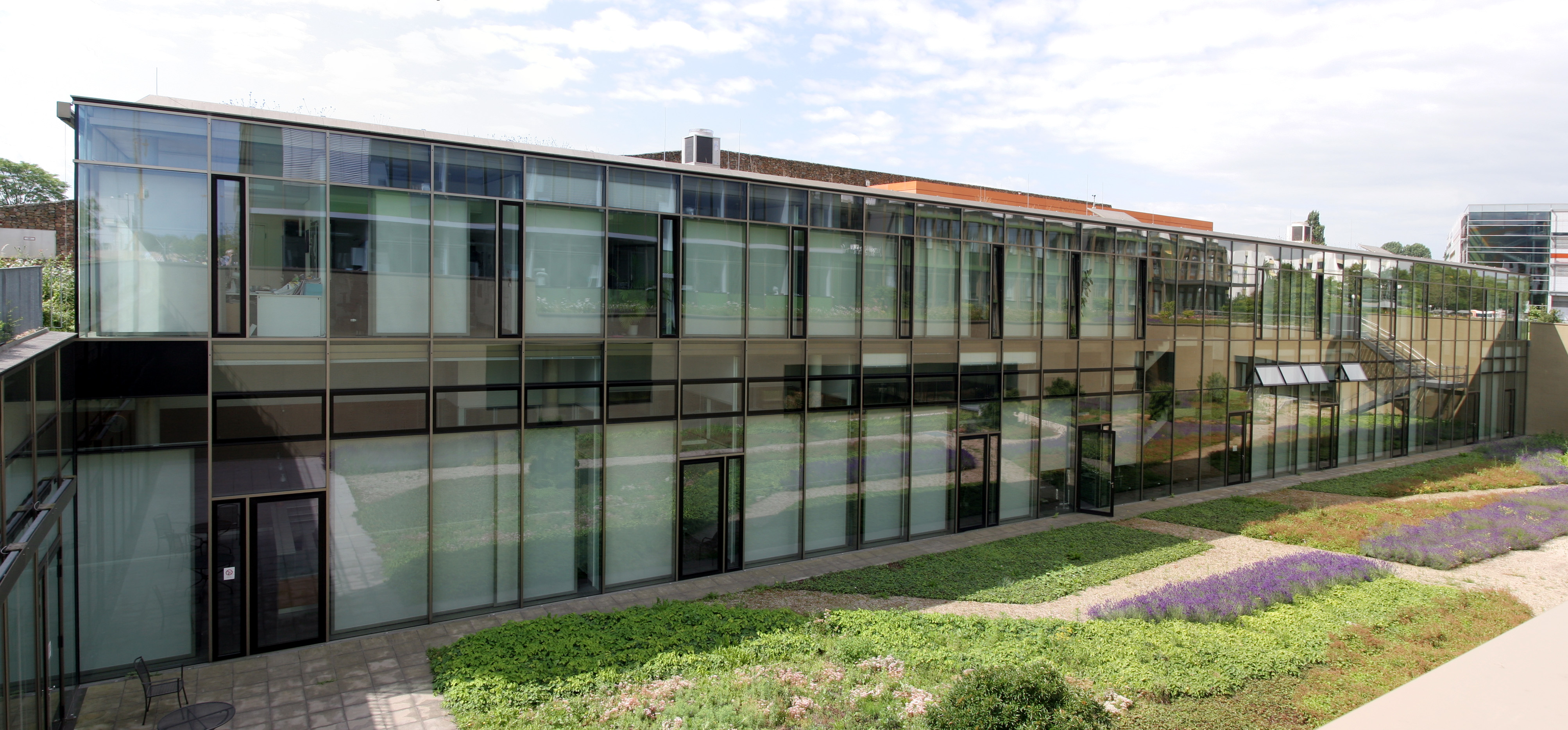
مركز هايدلبرج للعلاج بأشعة أيونات، عام 2012

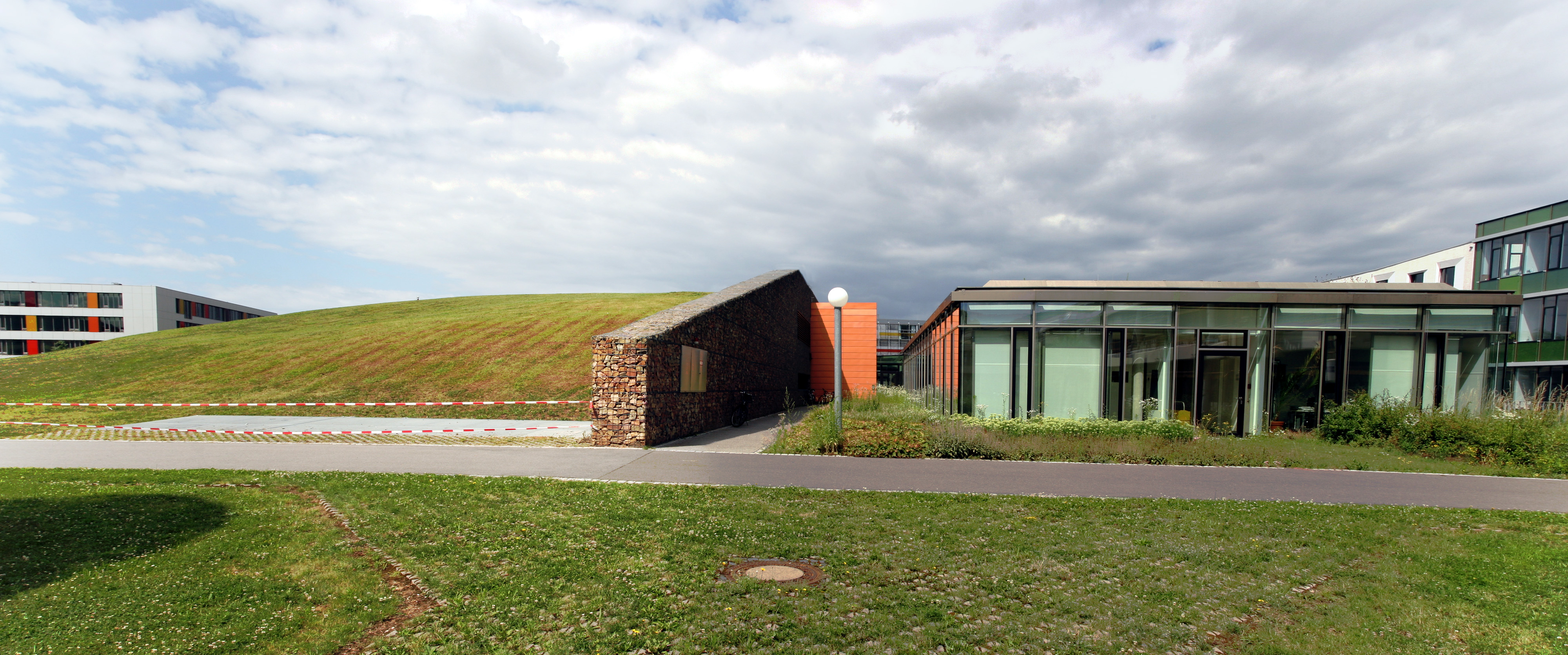
إلى السيسار يرى الكومة الأرضية التي تعلو السيكلوترون- الحاجز لحماية الناس من أشعاعات الجهاز.

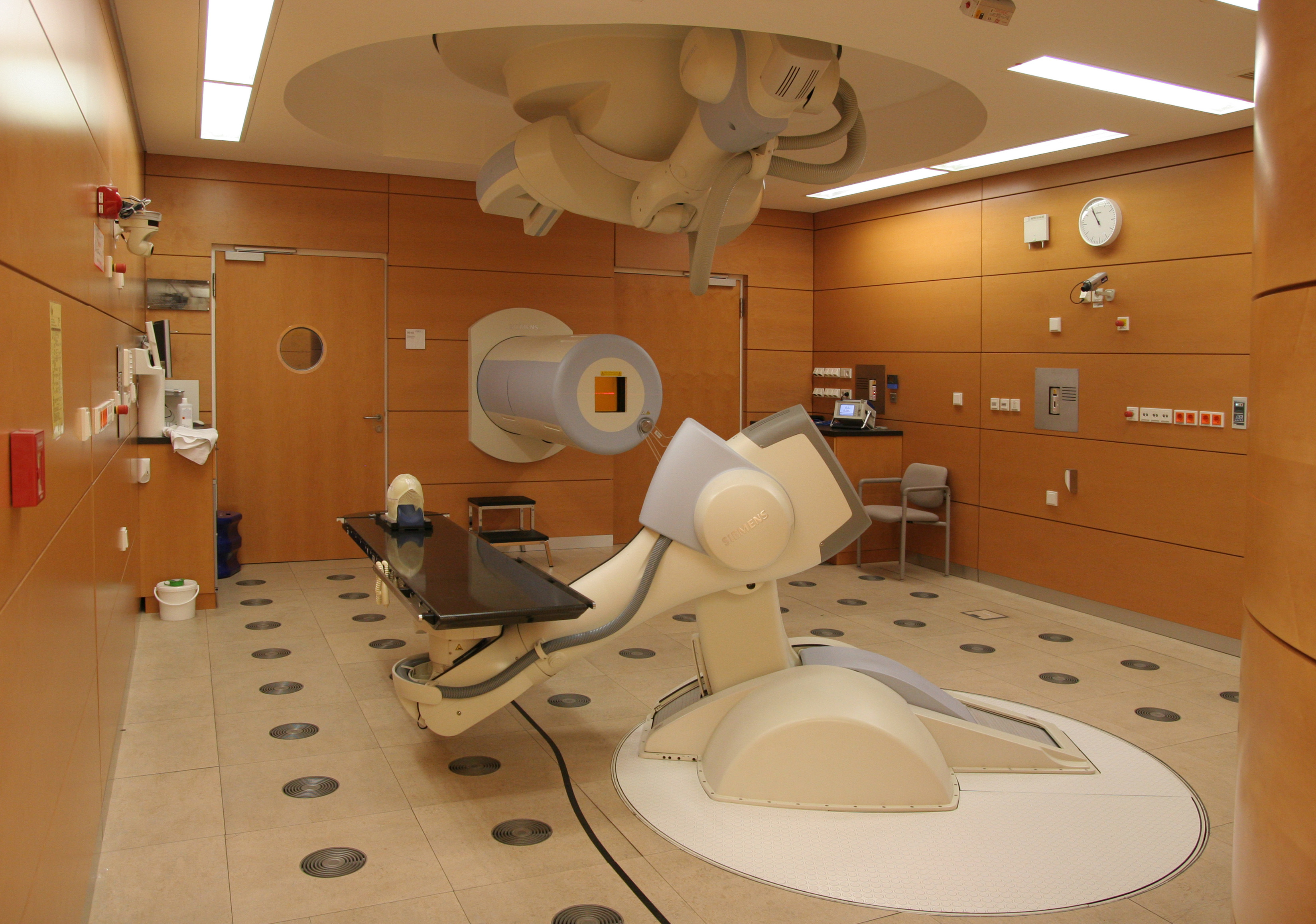
أحد غرفتي العلاج التي يدخلها الشعاع أفقيا.

Das Heidelberger Ionenstrahl-Therapiezentrum (HIT هو مركز ألماني للعلاج بالجسيمات الذرية، يعالج بعض مرضى السرطان بواسطة بروتونات وأيونات الكربون.أنشيء المركز على قطعة أرض تابعة لمستشفى جامعة هايدلبرج بين 2003 - 2009، وبدأ بعلاج مرضى السرطان في نوفمبر 2009 .
إن معهد HIT يعتبر أول مركز للعلاج في أوروبا الذي يستخدم الأيونات الثقيلة للعلاج. وهو أيضا أول مركز في العالم يمتلك جانتري Gantry، وهو جهاز متحرك يصوب شعاعا من البروتونات فائقة السرعة أو أيونات الكربون على ورم سرطاني مثلا في دماغ المريض عند زوايا معينة حسب حالة المريض وبدقة عالية جدا تبلغ 5و0 مليمتر للقضاء على الخلايا السرطانية. الجهاز المتحرك (الجانتري) يصل وزنه 670 طنا ويستطيع الدوران حول المريض بزاوية 360° لتصويب الشعاع، بحيث يتركز الشعاع على الورم ويمسحه من الخلفية إلى الأمام على هيئة شرائح متتالية. الجلسة تستغرق نحو 20 دقيقة، ويحتاج المريض إلى نحو 20 جلسة حتى القضاء على الورم السرطاني تماما. قبل علاج المريض بشعاع الروتونات أو أيونات الكربون يصوّر الورم بدقة كاملة بواسطة تصوير بالرنين المغناطيسي. بعد تعيين شكل الورم بدقة فائقة، يذهب المريض إلى مركز هايدلبرج للعلاج والقضاء على الورم السركاني. إن جهاز جانتري يبلغ قطره 13 متر، وطوله 25 متر ويزن 670 طن، وملحق به معجل دائري للبروتونات أو لتسريع أيونات الكربون المستخدمة في التصويب.
وقد بني مركز ثان مشابه وهو [مركز ماربورج للعلاج بأشعة أيونات] (MIT)، وهو يعمل منذ أكتوبر 2015 , ويتبادل الخبرات مع مركز هايدلبرج.

## تاريخه
بعكس المركز العلمي الألماني الأقدم منه معهد هان- ماتنر في برلين، وجمعية بحوث الايونات الثقيلة في دارمشتات فإن مركز هايدلبرج للعلاج بشعاع أيونات HIT لم يكن محصورا في البحوث الفيزيائية فقط وإنما كان مصمما ليقوم بالعلاج بالأشعة. وقد كان عليه القيام بمعالجة نحو 1300 مريض بالسرطان وهو ما يعادل مضاعفة إمكانيات ألمانيا في العلاج بطريقة أشعة البروتونات عشرة مرات.
تكلف بناء المركز 119 مليون يورو وقامت جامعة هايدلبرج بدفع النصف وقامت الحكومة الاتحادية بدفع النصف الثاني. وقامت مستشفى هايدلبرج وقسمها لعلم الإشعاع بالتخطيط والتصميم، وتعاون معه المركز الألماني لبحوث السرطان DKFZ، ومركز هلمهولتز دريسدن- روزندورف HZDR، ومركز هلمهولتز لبحوث الأيونات الثقيلة GSI، وكذلك شركة سيمنس (شركة أوراق مالية). وأثناء فترة التجريب قام مركز هلمهولتز لبحوث الأيونات الثقيلة في دارمشتات بعلاج ما يزيد عن 400 من المرضى. بنتائج تلك البحوث في معالجة مرضى السرطان بأشعة البروتونات اعترف صندوق التأمين الصحي الألماني بنجاح العمليات وجدواها للمرضى، وأصبح صندوق التأمين الصحي الألماني يقوم بدفع مصاريف العلاج الباهظة منذ عام 2009 .

## تقنية العلاج بالإشعاع
الأيونات، سواء كانت بروتونات أو أيونات الكربون، يقوم مسرع جسيمات خطي بتسريعها تسريعا ابتدائيا، ثم تدخل في سيكلوترون وهو مسرع دوراني تزامني، فيواصل تسريعها إلى نحو 75% من سرعة الضوء. تصل طاقة البروتونات إلى نحو 48 إلى 221 مليون إلكترون فولت، أو تصل إلى 06و1 إلى 16و5 مليار إلكترون فولت في حالة أيونات الكربون. عند استخدام تلك الجسيمات في العلاج الطبي تعطى طاقة الجسيمات ليس بوحدة الطاقة (كالمذكور سابقا) ولكن تقاس طاقة الجسيمات بوحدة الكتلة الذرية، أي بالوحدة MeV/u 
. بناء على هذا فإن الطاقة المعطاة للبروتونات المذكورة أعلاه تنطبق أيضا بطريقة الحساب هذه (كتلة البروتون 1 u)، أما بالنسبة للكربون (كتلة نواته 12 u) فتـُحسب طاقته بأنها بين 88 إلى 430 MeV/u . تلك هي الطاقات التي تضرب بها الجسيمات الخلايا السرطانية للقضاء عليها وتمويتها.
كما تسري الآن اختبارات لاستخدام أيونات الأكسجين (وزنها الذري 16 u) في العلاج، فهي تصل طاقتها بعد التعجيل إلى 6و1 إلى 880 مليون إلكترون فولت MeV، أي تحتسب بين 
50 إلى 220 MeV/u . كذلك تجرى اختبارات لاستخدام أيونات الهيليوم (وزنه الذري 4 u)
وتصل طاقته بين 6و1 إلى 6,9 GeV (مليار إلكترون فولت)، أي تحتسب طاقة الهيليوم للعلاج بين 103 إلى 430 MeV/u (واقع عام 2014).
من مميزات جهاز HIT بجانب الحامل الثقيل Gantry لتوجيه شعاع الأيونات (يزن 670 طن ويدور حول المريض) أن الأيونات يتم توجيهها بمغناطيسات كهرمغناطيسية لمسح مضبوط دقيق يسقط على الورم الذي يراد معالجته. بعكس الطرق الأخري للعلاج بالأشعة التي تستخدم شعاعا سميكا بحيث يغطي الورم وجزء صغير من الأنسجة حوله، فيستخدم هنا في تقنية العلاج بشعاع الأيونات شعاعا رفيع جدا (نحو 5و0 مليمتر) فيسقط على الورم السرطاني بهذه الدقة ويمسحه من الخلفية إلى الأمام في رقائق رقيقة بواسطة ضبط طاقة الشعاع. بعد مسح الطبقة الأولى الخلفية للورم نقطيا، تخفض طاقة شعاع الأيونات قليلا لكي يقوم بمسح شريحة تالية أخرى من الورم بحسب شكل شريحة الورم. وهكذا يتتالى ضرب (مسح) الورم بشعاع الأيونات شريحة تلو الأخرى في نحو 20 شريحة حتى يتم مسح الورم في مقدمته (اتجاه دخول الشعاع) بالكامل. يحتاج الشفاء إلى نحو 20 جلسة من هذا النوع. يقوم حاسوب بحساب جرعة الإشعاع المسلطة لكل 5و0 مليمتر ويغير شدة الشعاع واتجاهه اتوماتيكيا حسب خطة سوفتوير موضوعة للعلاج. بهذا يتم مسح الورم كليا بجرعات متماثلة متناظرة (أنظر جرعة مكافئة) بشعاع الأيونات.

## شروط العلاج
يستخدم العلاج بأشعة البروتونات أو الأيونات المعجلة في علاج ورم سرطاني يكون موجودا في منطقة حساسة في جسم المريض، مثل ورم في الدماغ أو ورم مختفي تحت الهيكل العظمي أو لمعالجة ورم في العين. تلك الحالات لا تناسبها العلاج بأشعة إكس أو أشعة جاما، لأن تلك الاشعة تضر الخلايا السليمة المحيطة بالورم إلى حد ما، وهذا ما يتفاداه العلاج بالبروتونات أو الايونات؛ فهو يصيب بصفة أساسية الورم السرطاني، ويقل خطره على ما يحيط به من أنسجة حساسة وأعصاب.

## التشغيل والإستفادة
عُين طبيب الاشعة بروفيسور «بيتر ديبوس» مديرا للمركز الطبي، كما قام الأستاذ الفيزيائي «توماس هابرر» بالإشراف على بناء المعجل والجانتري. وكانت أو المعالجات التي أجريت في هادلبرج عبارة عن أورام حبلية وأورام سرطان العظام في قاع الرأس، وكذلك بعض أنواع سرطان الغدد اللعايية، وبعض أورام سرطان البروستاتا.
منذ بدء العلاج في عام 2009 قام المركز بعلاج نحو 5000 من المرضى كما يقوم بدراسات كثيرة للعلاج بالبروتونات والأيونات المعجلة. 

## اقرأ أيضا
- علاج بالأشعة
- علاج بالبروتونات
- علاج باليود المشع
- المركز الألماني لبحوث السرطان